# Black Guerrilla Family
La Black Guerrilla Family ( BGF, también conocida como Black Family, la Vanguardia Negra, y Jamaa) es una  pandilla callejera y de prisión afroamericana abocada al poder negro, siendo fundada en 1966 por George Jackson, George " Big Jake" Lewis y WL Nolen mientras cumplian condena en la prisión estatal de San Quentin en el condado de Marin, California .

## Filosofía y objetivos
Inspirados en Marcus Garvey, la Familia Guerrillera Negra (BGF) comenzó como una organización revolucionaria ideológica afroamericana-marxista–leninista, compuesta por prisioneros. Fue fundado con el objetivo de promover el poder negro en las prisiones, mantener la dignidad en prisión y derrocar al gobierno de los Estados Unidos . Los objetivos ideológicos y económicos de BGF, conocidos colectivamente como "Jamaanomics", se exponen en el Libro Negro del grupo. Al mismo tiempo, el grupo se dedica principalmente a actividades delictivas con bandas rivales en lugar de actividades políticas.

## Historia
La BGF fue fundada por George Jackson en la Prisión Estatal de San Quentin durante el auge del movimiento Black Power .

### Intento de asesinato de Fay Stender
En 1979, el exabogado del grupo, Fay Stender, recibió cinco disparos de Edward Glenn Brooks, miembro de la BGF recientemente dejado en libertad condicional, por la supuesta traición de Stender a George Jackson. Brooks obligó a Stender a decir: "Yo, Fay Stender, admito que traicioné a George Jackson y al movimiento carcelario cuando más me necesitaban", justo antes de que le disparara. Stender quedó paralizado debajo de la cintura por el asalto y con un dolor constante. Se suicidó en Hong Kong poco después de testificar contra Brooks.

### Asesinato de Huey P. Newton
El 22 de agosto de 1989, el cofundador y líder del Partido Pantera Negra para la Autodefensa, Huey P. Newton, fue atacado a tiros en el 1456 9th St. en West Oakland, por Tyrone Robinson (25 años), miembro de la BGF. Las relaciones entre Newton y las facciones dentro de la BGF habían sido tensas durante casi dos décadas. Muchos ex Panteras Negras que se convirtieron en miembros de BGF en la cárcel se desilusionaron con Newton por su percepción de abandono de los miembros del Partido Pantera Negra encarcelados. En su libro, Shadow of the Panther, Hugh Pearson alega que Newton era adicto a la cocaína crack, y extorsionaba a los traficantes de drogas locales de BGF para obtener drogas gratis.
Robinson fue condenado por el asesinato en agosto de 1991 y sentenciado a 32 años de prisión.

### Levantamiento en Baltimore
En 2015, la policía de Baltimore declaró que Black Guerrilla Family, Bloods y Crips se estaban "agrupando" para atacar a los agentes de policía. Más tarde, sin embargo, los líderes de los Bloods y los Crips negaron las acusaciones, publicaron una declaración en video pidiendo protestas tranquilas y pacíficas en el área, y se unieron a la policía y al clero para hacer cumplir el toque de queda. En una ocasión, los pandilleros ayudaron a prevenir un motín en el centro comercial Security Square al dispersar a los alborotadores que intentaban hacerlo. En otras ocasiones, los pandilleros rivales se ayudaron entre sí para proteger negocios de propiedad de negros, niños negros y reporteros, desviando a los alborotadores hacia negocios de propiedad de chinos y árabes .

## Símbolos
- Sables cruzados, machetes, rifles, escopetas con las letras (BGF) o los números 2.7.6.[21]
- Un dragón negro.[21]